# Tall 'Ali
Tall 'Ali is een dorp in het Syrisch gouvernement Aleppo. Het dorp ligt op ca. 68 km afstand van de stad Aleppo en op 368 km van de hoofdstad Damascus.